# Herritarren Zerrenda
Herritarren Zerrenda (HZ) (en euskera Lista de conciudadanos) fue una agrupación de electores nacionalista vasca presentada por la izquierda abertzale para participar en las elecciones al Parlamento Europeo del 13 de junio de 2004 en España y Francia. Las elecciones europeas se celebran de forma paralela en todos los países de la Unión Europea. Al contrario que las restantes elecciones que se realizan en España, las elecciones europeas se celebran en circunscripción única, que abarca todo el país. En el caso francés existen siete circunscripciones en la Francia continental. El País Vasco Francés, como parte del departamento de Pirineos Atlánticos, forma parte de la circunscripción suroeste.
HZ aspiraba a ser una candidatura que agrupara a la izquierda abertzale tanto en Francia como en España. Finalmente fue ilegalizada en España (de la misma manera que había sucedido con Autodeterminaziorako Bilgunea en 2003) por el Tribunal Supremo al considerarse probado que era una continuación de Batasuna, partido ilegalizado por su supuesta dependencia de ETA. La sentencia posteriormente fue ratificada por el Tribunal Constitucional.
En Francia, la lista de HZ pudo presentarse con normalidad. La encabezaba Mirentxu Laco. En España, HZ contaba el precedente de que en anteriores ocasiones Herri Batasuna (en 1987 y 1989) y Euskal Herritarrok (en 1999) habían conseguido un eurodiputado. En Francia no existían tales posibilidades debido al escaso apoyo de Batasuna, y el escaso peso demográfico del País Vasco Francés en el conjunto de Francia.
En Francia, HZ obtuvo 5.139 votos en el único departamento en el que concurrió, el de Pirineos Atlánticos (que constituían el 2,55% de los votos válidos en el departamento). HZ hizo en España un llamamiento al voto nulo, ya que pidió a sus votantes que votaran con papeletas de las candidaturas francesas. Este voto ascendió en el País Vasco y Navarra a 113.933 sufragios (por 13.033 nulos en las elecciones anteriores, en las que hubo un 44% más de participación). Después de las elecciones se disolvió.